# Kuroda Saburō
Kuroda Saburō (jap. 黒田 三郎; * 26. Februar 1919 in der Präfektur Hiroshima; † 8. Januar 1980) war ein japanischer Lyriker.
Kuroda studierte Wirtschaft an der Universität Tokio. Während des Zweiten Weltkrieges war er auf Java eingesetzt. Nach seiner Rückkehr gehörte er neben Ayukawa Nobuo und Tamura Ryūichi zu den Gründern des Literaturmagazins Arechi (Das wüste Land). Er veröffentlichte ein halbes Dutzend Gedichtbände, darunter Hitori no onna ni (1954), Chiisai Yuri to (1960) und Jidai no shūjin (1965).